# 3D-Polarisationssystem

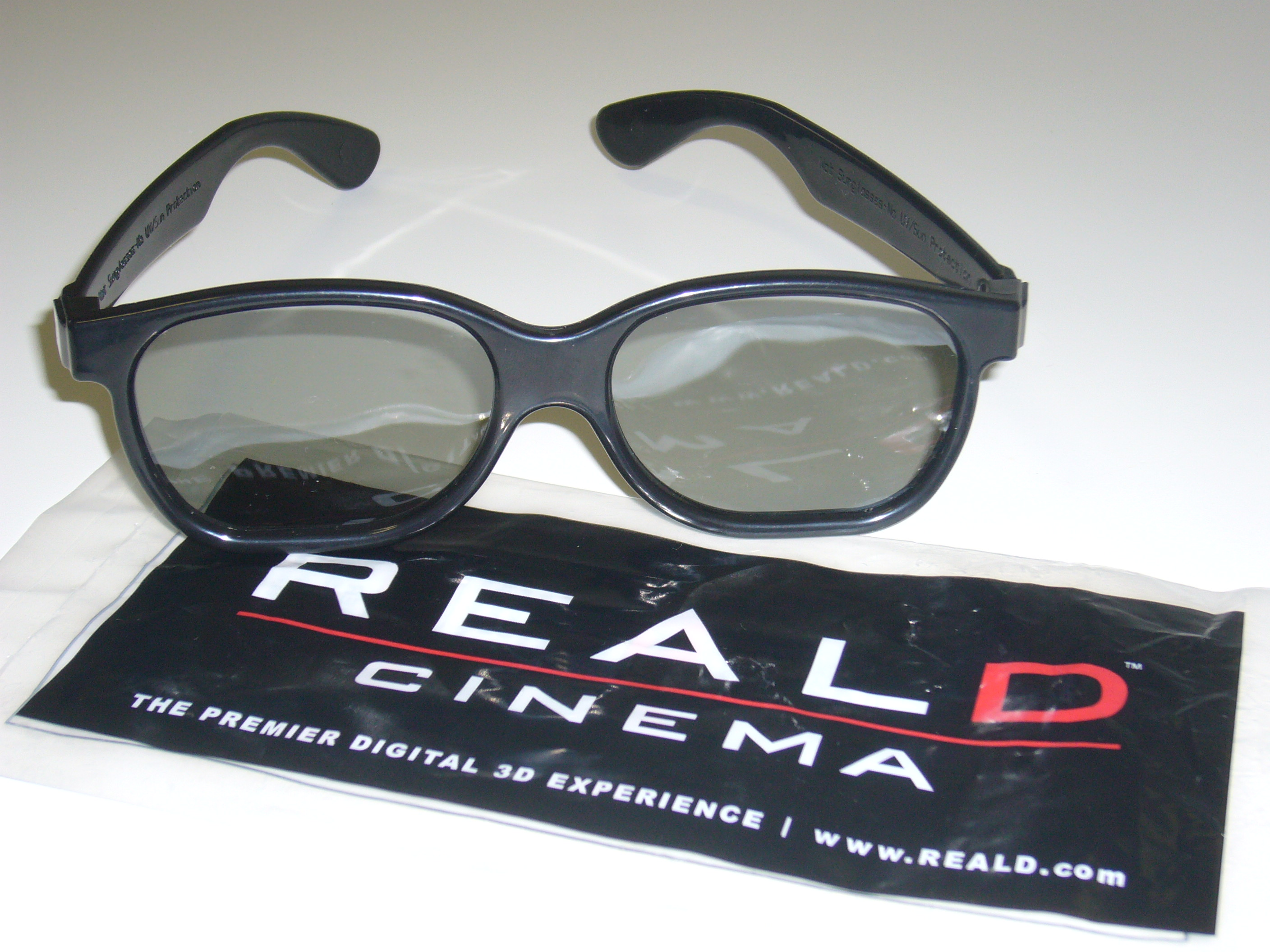
Eine RealD-Polarisationsfilterbrille

Ein 3D-Polarisationssystem ist ein Verfahren zur Darstellung von stereoskopischen 3D-Bildern. Bei dieser Methode werden die Bilder des Stereobildpaares jeweils in entgegengesetzt polarisiertem Licht ausgestrahlt. Es befinden sich dazu jeweils entsprechend versetzte Polarisationsfilter vor den Projektionsobjektiven und in den 3D-Brillen der Betrachter.
Zur Aufrechterhaltung des Polarisationsstatus des Lichts wird eine metallisch beschichtete Leinwand benötigt. Eine normale weiße Leinwand würde das Licht wieder zerstreuen und die Kanaltrennung wäre aufgehoben. Der Vorteil dieser Projektionstechnik liegt in der hohen Farbtreue der gezeigten Bilder. Nachteile sind zum einen der Lichtabfall durch die verwendeten Filter und die extra für dieses Verfahren erforderliche metallische Leinwand.
Mittlerweile wird diese Technik nicht nur zur Projektion, sondern auch bei LCDs, z. B. bei Bildschirmen und 3D-Fernsehern angewandt. Die Grundprinzipien sind dabei ähnlich.

## Technik
Im Kino kommt meist eine Aufprojektion zum Einsatz, das heißt Betrachter und Projektor befinden sich auf der gleichen Seite der Leinwand. Es wird auf eine silberbeschichtete oder aluminiumbeschichtete Leinwand projiziert, die in der Lage ist, das polarisierte Licht zurückzustrahlen. Bei einer Rückprojektion steht die Leinwand zwischen Betrachter und Projektor und muss das polarisierte Licht durchlassen. Die verschiedenen Bilder erreichen die Leinwand durch zwei verschiedene Projektoren bzw. Objektive. Möglich ist auch, nur einen Projektor zu verwenden, wenn die Bilder links-rechts abwechselnd durch einen Filter mit wechselnder Polarisation (bei RealD-Projektionen Z-screen genannt) projiziert werden. Auch können bei 4K-Projektoren beide Teilbilder (in 2K) in einem Bild übereinanderliegend durch einen Strahlenteiler wieder aufgetrennt werden (Sony 4k 3D-Projektionen). Aktuelle 3D-Kinoprojektionen verwenden in den meisten Fällen ebenfalls die Polarisationstechnik. Zu Details der verwendeten Technik in IMAX-Kinos siehe IMAX 3D.
Die benötigte Brille besteht ebenfalls aus zwei Polarisationsfiltern, die je nach Polarisationsverfahren jeweils nur das „passend“ polarisierte Licht der entsprechenden Ansicht durchlassen, sodass wiederum jedes Auge nur „sein“ Bild erhält. In der ersten Glanzzeit des 3D-Filmes in den 1950er-Jahren wurden die meisten 3D-Kinofilme in Schwarz-Weiß und Farbe in diesem Verfahren projiziert.
Man muss bei Polarisationsverfahren zwischen verschiedenen Verfahren sowie deren Ausrichtungen unterscheiden. Es existieren zwei Gruppen von Polarisationsverfahren: lineare und zirkulare. Die beiden Verfahren sind zueinander nicht kompatibel. Innerhalb der Verfahren ist zudem entscheidend, wie die Polfilter ausgerichtet sind. Bei linear polarisiertem Licht muss der Kopf während der Bildbetrachtung gerade gehalten werden. Hält man den Kopf schräg, ändert sich der zur Kanaltrennung nötige Winkel von 90° zwischen den Folien vor den Projektionslinsen und den Filtern in der Brille. Dadurch ist eine Kanaltrennung nicht mehr gegeben, es erscheinen „Geisterbilder“. Dies trifft auf moderne Verfahren wie Real-D nicht mehr zu, da diese zirkular polarisiertes Licht verwenden – man kann den Kopf ohne Nachteile frei bewegen.
Ein weiteres Problem besteht in der uneinheitlichen Verwendung der Filter bei verschiedenen Herstellern von Brillen und Projektoren. Die Filter in der Brille müssen passend zu den Filtern im Projektor sein, sonst kommt es zu einer Vertauschung der Kanäle.

### Linear

Prinzip eines Polarisationsfilters am Beispiel des Drahtgitterpolarisators.

Beim linearen Polarisationsverfahren wird das Licht linear polarisiert, d. h. das Licht schwingt in einer vom Filter vorgegebenen Ebene. Die Filter für die linke und rechte Ansicht müssen im rechten Winkel zueinander ausgerichtet sein, um eine Trennung der beiden Ansichten zu ermöglichen. In welchem Winkel die Polarisation ausgerichtet wird, ist dabei unerheblich, sofern die Polarisationsrichtung der Projektionsfilter mit denen der Brillen übereinstimmt. Der De-facto-Standard für eine lineare Projektion ist eine „V“-Stellung der Filter, d. h., links schwingt in −45°-Stellung (\) und rechts in +45° (/). Es existieren auch andere Ausrichtungen, wie z. B. eine A-Stellung sowie die Kombination 0°/90° oder 90°/0°. Nachteil der linearen Polarisation ist, dass man beim Neigen des Kopfes nach rechts oder links ein Übersprechen (Ghosting) der beiden Ansichten wahrnimmt. Dieses Verfahren findet bei Monitoren der Firma iZ3D und in IMAX-Kinos Verwendung.

### Zirkular

Zirkulare Polarisation

Die zirkulare Polarisation ist etwas schwieriger zu verstehen. Eine zirkulare Polarisation liegt bei einer Phasendifferenz zwischen den beiden senkrecht zueinander stehenden linear polarisierten Anteilen (in die man jede Polarisation zerlegen kann) gleicher Amplitude vor. Den räumlichen und zeitlichen Amplitudenverlauf kann man sich bildlich wie eine Schraube mit Links- bzw. Rechtsgewinde vorstellen. Sie wird in der Regel durch zwei aufeinanderfolgende Filtervorgänge aus unpolarisiertem Licht erzeugt. Zuerst wird das unpolarisierte Licht linear polarisiert und dann mit Hilfe eines Lambda/4-Verzögerungsfilters in Drehung versetzt. Die Anordnung des λ/4-Filters entscheidet darüber, ob die Drehung linksherum oder rechtsherum erfolgt. Dabei muss der λ/4-Filter genau 45° zu der linearen Polarisation ausgerichtet werden, um eine saubere zirkulare Schwingung zu erzeugen. Die zirkularen Filter sind in der Regel schon als fertig verschweißte Filter erhältlich, die dann als links- oder rechtsdrehende Zirkularfilter bezeichnet werden.
Die Trennung der beiden zirkularen Ansichten erfolgt mit einer dazu passenden zirkular polarisierten Brille. Dabei wird das linksdrehende Licht vom rechtsdrehenden Filter blockiert (und umgekehrt). Die Ausrichtung des Linearanteils der Zirkularfilter spielt ebenfalls eine Rolle. Dabei müssen die Linearanteile der Projektionsfolien mit den Brillenfolien übereinstimmen. Ist dieses nicht der Fall, sieht man bei starken Kontrasten eine Farbverschiebung von Schwarz nach Dunkelblau bis Lila bzw. von Weiß nach Gelblich. Die Ausrichtung des Linearanteils kann für links und rechts gleich sein, weil dieser Anteil für die Trennung der beiden Ansichten keine Rolle spielt. Übliche Linearausrichtungen sind für RealD-Brillen 0°/0°, die original Polaroid-Zirkularbrille hat 90°/0°. Zirkularbrillen für 3D-Monitore können vier verschiedene Linearausrichtungen haben. Der Grund hierfür ist die Vorpolarisation der LCD-Panels. Einige 3D-Monitore haben eine RealD-Ausrichtung (also 0°/0°), z. B. Miracube 32″ und 46″, Hyundai 32″ und 46″ und JVC 46″. Andere Monitore haben eine 45°/45°-Ausrichtung, z. B. Zalman 22″ und 24″, Miracube 24″, Hyundai 22″ und 24″. Das Acer 3D-Laptop hat wiederum eine andere Linearausrichtung: -45°/−45° (= 135°).
Die 3D-fähigen Monitore haben eine zeilenweise unterschiedliche Polarisation – also alle geraden Zeilen sind linksdrehend zirkular polarisiert, alle ungeraden Zeilen rechtsdrehend polarisiert. Für eine S3D-Darstellung müssen die Bildinformationen der linken und rechten Ansicht ineinander verschachtelt werden (interleaving). Dabei wird verfahrensbedingt die vertikale Bildauflösung halbiert.
Vorteil der zirkularen Polarisation: Man kann bei der Betrachtung den Kopf auch neigen, ohne ein Übersprechen (Ghosting) wahrzunehmen.
Aktuell wird in den meisten Kinos, die das Polarisationsverfahren verwenden, eine zirkulare Polarisation eingesetzt, bei der Einwegbrillen in Kunststoffausführung von RealD zum Einsatz kommen.
Bei Verwendung von zirkularen Polfiltern ist, bedingt durch die Doppelfilter (Linearpolarisation + λ/4), zu beachten, dass diese Filter nur dann funktionieren, wenn sie richtig herum im Strahlengang positioniert werden, d. h., das austretende Licht vom Projektor muss zuerst den linearen Polfilter durchdringen. Umgekehrt ist bei den Brillen zuerst der λ/4-Filter in den Strahlengang zu positionieren (der lineare Anteil zeigt somit zu den Augen). Werden die Filter verkehrt herum angebracht, funktioniert die Filterung nicht mehr.